# 14479 Plekhanov
14479 Plekhanov este un asteroid din centura principală de asteroizi.

## Descriere
14479 Plekhanov este un asteroid din centura principală de asteroizi. A fost descoperit pe 8 februarie 1994 la Observatorul La Silla de Eric Walter Elst. Asteroidul prezintă o orbită caracterizată de o semiaxă mare de 3,15 ua, o excentricitate de 0,14 și o înclinație de 5,9° în raport cu ecliptica.